# Râul Mihăești
Râul Mihăești este un curs de apă, afluent al râului Iada.